# Championnats panaméricains juniors d'athlétisme
Les Championnats panaméricains juniors d'athlétisme sont la compétition qui désigne un champion d'Amérique junior pour chaque discipline de l'athlétisme. 
Les juniors sont les athlètes, hommes ou femmes, âgé de 18 ou de 19 ans au 31 décembre de l’année de la compétition.

## Éditions
| N° | Édition | Ville          | Pays              | Date                | Stade                                               |
| -- | ------- | -------------- | ----------------- | ------------------- | --------------------------------------------------- |
| 1  | 1980    | Sudbury        | Canada            | 29-31 août          |                                                     |
| 2  | 1982    | Barquisimeto   | Venezuela         | 30 juillet-1er août |                                                     |
| 3  | 1984    | Nassau         | Bahamas           | 23-25 août          |                                                     |
| 4  | 1986    | Winter Park    | États-Unis        | 4-6 juillet         |                                                     |
| 5  | 1989    | Santa Fe       | Argentine         | 23-25 juin          |                                                     |
| 6  | 1991    | Kingston       | Jamaïque          | 18-20 juillet       |                                                     |
| 7  | 1993    | Winnipeg       | Canada            | 15-17 juillet       |                                                     |
| 8  | 1995    | Santiago       | Chili             | 1er-3 septembre     |                                                     |
| 9  | 1997    | La Havane      | Cuba              | 18-20 juillet       |                                                     |
| 10 | 1999    | Tampa          | États-Unis        | 9-11 juillet        |                                                     |
| 11 | 2001    | Santa Fe       | Argentine         | 18–20 octobre       | Centro de Alto Rendimiento Deportivo Pedro Candioti |
| 12 | 2003    | Bridgetown     | Barbade           | 18–20 juillet       | Barbados National Stadium                           |
| 13 | 2005    | Windsor        | Canada            | 29–31 juillet       | University of Windsor Stadium                       |
| 14 | 2007    | São Paulo      | Brésil            | 6–8 juillet         | Estádio Ícaro de Castro Melo                        |
| 15 | 2009    | Port-d'Espagne | Trinité-et-Tobago | 31 juillet–2 août   | Hasely Crawford Stadium                             |
| 16 | 2011    | Miramar        | États-Unis        | 22–24 juillet       | Ansin Sports Complex                                |
| 17 | 2013    | Lima           | Pérou             | 2–4 août            | Villa Deportiva Nacional                            |
| 18 | 2015    | Edmonton       | Canada            | 31 juillet-2 août   | Foote Field                                         |
| 19 | 2017    | Trujillo       | Pérou             | 21-23 juillet       | Mansiche Sports Complex                             |
| 20 | 2019    | San José       | Costa Rica        | 19-21 juillet       | Stade national                                      |
| 21 | 2023    | Mayagüez       | Porto Rico        | 4-6 août            | Stade athlétique de Mayagüez                        |